# Чарторыйский, Николай Ежи
Николай Ежи Чарторыйский (1585 — 12 марта 1661) — государственный деятель Речи Посполитой, польский магнат, князь на Клевани и Жукове (с 1624 года), каштелян волынский (1633—1653), воевода подольский (1655—1657) и волынский (1657—1661)

## Биография
Представитель крупного магнатского рода Чарторыйских герба «Погоня». Старший сын старосты луцкого князя Юрия (Ежи) Чарторыйского (ок. 1550—1624) и Изабеллы Александры Вишневецкой.
Получил хорошее образование в Замойской академии. Благодаря браку с Изабеллой Корецкой, унаследовал владения владения князей Корецких, в том числе и город Корец. В 1624 году после смерти своего отца Николай Ежи стал князем Чарторыйским и Клеванским. В 1633 году получил должность каштеляна волынского. В 1655 году Николай Ежи Чарторыйский был назначен воеводой подольским, а в 1657 году стал воеводой волынским.

## Семья
В январе 1617 года женился на княгине Изабелле Корецкой (ум. 16 марта 1669), дочери князя Иоахима Корецкого (ум. 1612) и Анны Ходкевич (ум. 1626). Дети:
- Казимир Флориан Чарторыйский (до 1620—1674), архиепископ гнезненский
- Михаил Ежи Чарторыйский (1621—1692), воевода брацлавский, волынский и сандомирский
- Ян Кароль Чарторыйский (1626—1680), подкоморий краковский и староста снятинский, родоначальник корецкой линии Чарторыйских